# گمینا سکارژسکو کوشچیلنه
گمینا سکارژسکو کوشچیلنه (به لهستانی:  Gmina Skarżysko Kościelne) یک گمینا در لهستان است که در شهرستان سکارژسکو واقع شده‌است. گمینا سکارژسکو کوشچیلنه ۵۳٫۲۴ کیلومتر مربع مساحت و ۶٬۱۸۸ نفر جمعیت دارد.